# Die Wiesingers
Die Wiesingers ist eine Fernsehserie von Leopold Ahlsen (Regie: Bernd Fischerauer) für den Bayerischen Rundfunk.
In den Jahren 1984 und 1988 entstanden 2 Staffeln mit insgesamt 20 Folgen à 45 Minuten, die im Bayern-Regionalprogramm der ARD am Vorabend gesendet und später von ARD-alpha sowie im BR Fernsehen wiederholt wurden.

## Inhalt
In der Serie wird das Leben und Leiden der Brauereibesitzerfamilie Wiesinger über einen Zeitraum von mehr als 30 Jahren geschildert. Es beginnt unmittelbar vor der Wende zum 20. Jahrhundert, als Bayern noch von dem Prinzregenten regiert wird, führt durch die Wirren des Krieges und der Revolution, zeigt die Chancen und Risiken der 1920er Jahre und endet schließlich mit der Machtergreifung der Nationalsozialisten.
Das Familienleben der überaus wohlhabenden Familie wird einerseits durch das geschäftliche Auf und Ab der Brauerei geprägt, andererseits durch die schwierige Persönlichkeit des Familienoberhaupts Kommerzienrat Anton Wiesinger. Dieser ist ein typischer Patriarch und neigt dazu, wichtige Entscheidungen für sich allein im „stillen Kämmerlein“ zu treffen und die Familie häufig nicht einmal zu informieren. Seinen erwachsenen Kindern gegenüber verhält er sich autoritär und bevormundend. Während Sohn Ferdl ihm grundsätzlich nichts recht machen kann, wird Tochter Theres von ihm übertrieben behütet. Lediglich Nesthäkchen Toni kann sich im Windschatten der Geschwister relativ unbelastet entwickeln. Antons erste Ehe mit Gabriele leidet auch unter seiner häufigen Untreue. Nach deren Unfalltod heiratet er die wesentlich jüngere Französin Lisette.
Sohn Ferdl hat besonders unter den despotischen Zügen seines Vaters zu leiden. Er soll zwar dessen Nachfolger in der Firma werden, bekommt jedoch noch mit dreißig Jahren von diesem nur wenig Verantwortung übertragen und erfährt für seine Leistungen keine Anerkennung. Schließlich kommt es zu einem ernsthaften Zerwürfnis zwischen Vater und Sohn. Ferdl nimmt eine Stelle in Amerika an und verlässt Deutschland. Fortan leugnet Anton weitgehend seine Existenz und bezeichnet Toni als seinen einzigen Sohn. Erst Anfang der zwanziger Jahre kommt es zu einer Versöhnung, als Ferdl auf Lisettes Initiative hin zurückkehrt, um mit seinen harten Dollars die Brauerei zu retten. Diese war in der Zeit der Inflation in ernste Schwierigkeiten geraten.
Sohn Toni, der eigentlich die Offizierslaufbahn eingeschlagen hatte, wird nach Ferdls Weggang vom Vater in die Firma geholt. Anders als sein Bruder kann er sich erfolgreich gegen Antons Einmischungen zur Wehr setzen und diesen zum Rückzug aus der Brauerei bewegen. Wenig später bricht jedoch der Erste Weltkrieg aus und Toni meldet sich freiwillig zum Militär. So muss der alte Kommerzienrat doch wieder die Firmenleitung übernehmen. Im Gegensatz zur allgegenwärtigen Kriegsbegeisterung steht Anton dem Krieg von Anfang an ablehnend gegenüber – aus Sorge um Toni. Diese bestätigt sich, als Toni im Zuge der Kriegshandlungen vermisst wird. Dieser Zustand hält so lange an, dass er bereits allgemein für tot gehalten wird. Nach dem Ende des Krieges kehrt er jedoch zurück. Es zeigt sich allerdings, dass er durch seine Kriegserlebnisse schwer traumatisiert wurde. Er leidet unter vielfältigen psychischen Problemen und wird drogensüchtig.
Tochter Theres hat als Jugendliche einen Reitunfall erlitten und hinkt seitdem etwas. Dies beeinträchtigt ihr Selbstwertgefühl und hat lange Zeit negative Auswirkungen auf ihr Leben. So scheitert ihre Beziehung zu dem lebenslustigen und unkomplizierten Hopfenhändlerssohn Franz Xaver Brandl u. a. an Theres’ befangenem Umgang mit der im Grunde harmlosen Behinderung. Während des Krieges arbeitet Theres als Krankenschwester in einem Lazarett, wodurch sie mehr Selbstbewusstsein gewinnt. Bei der Arbeit lernt sie den beinamputierten Lehrer Wolfgang Oberlein kennen. Später heiraten beide und bekommen eine Tochter.
Im Verlauf der späten zwanziger Jahre bricht die Familie mehr und mehr auseinander. Lisette beginnt eine Affäre mit Ferdl, verlässt ihn aber bald und kehrt nach Frankreich zurück. Anton wendet sich zuerst einer früheren Geliebten, dann der jüngeren Schwester seiner ersten Frau zu und verliert immer mehr den Kontakt zur Realität. Toni gerät immer tiefer in den Teufelskreis der Abhängigkeit. Der deutschnational gesinnte Wolfgang Oberlein glaubt in der aufstrebenden NSDAP eine politische Heimat gefunden zu haben, was jedoch ein jähes Ende findet, als er von der jüdischen Herkunft seines lange verstorbenen Vaters erfährt. Die zur Aktiengesellschaft umgewandelte Brauerei wird von einem Spekulanten unterwandert und letztlich geschluckt.
Der Tod des Kommerzienrates, der fast genau mit der Machtübernahme durch die Nationalsozialisten zusammenfällt, markiert schließlich das unwiderrufliche Ende einer Ära.

## Besetzung
- Anton Wiesinger, Brauereibesitzer von Wiesinger Bräu – Hans-Reinhard Müller
- Gabriele Wiesinger, Antons erste Frau; später auch Irene Döring, die Schwester von Gabriele Wiesinger – Gaby Dohm
- Lisette Wiesinger, Antons zweite Frau – Diane Stolojan
- Ferdinand „Ferdl“ Wiesinger, älterer Sohn – Werner Stocker
- Theres Wiesinger, Tochter – Irene Clarin
- Anton „Toni“ Wiesinger jun., jüngerer Sohn – Florian Kern, später Ulrich Gebauer
- Wolfgang Oberlein, Schwiegersohn, Studienprofessor – Miroslav Nemec
- Dr. Alfred Wiesinger, Antons Neffe, Rechtsanwalt und sozialdemokratischer Politiker – Elmar Wepper
- Lucie, Dienstmädchen, am Ende Köchin – Heide Ackermann
- Josef, Diener, später Butler – Bernd Helfrich
- Babette, Köchin – Carlamaria Heim
- Bauch, Dienstmann – Werner Asam
- Felix, Butler – Gerd Fitz
- Klara, Köchin, später Wirtshausbesitzerin – Gabriele Dossi
- Lothar Obermeier, Mann von Klara, Koch, später Wirtshausbesitzer – Jörg Hube
- Herr Bauer, 1. Buchhalter der Brauerei – Hans Baur
- Nancy, Ferdls US-amerikanische Ehefrau – Constanze Engelbrecht
- Franz Xaver Brandl, kurzzeitiger Verlobter von Theres – Udo Wachtveitl
- Herr Brandl, dessen Vater, Hopfenhändler und Gegenspieler Antons – Gustl Bayrhammer
- Frau Brandl, dessen Ehefrau Irmgard Bayrhammer
- Baron Fontheimer, Bankier und wichtiger Geschäftspartner – Walter Buschhoff
- Frau Fontheimer, dessen Ehefrau – Kathrin Ackermann
- Irene Fontheimer deren Tochter, kurzzeitig als zukünftige Ehefrau Ferdls im Gespräch – Christiane Leuchtmann
- Dr. Pfahlhäuser, Prokurist, später Direktor der Brauerei – Wilfried Klaus
- Herr Neidlinger, zwischenzeitlich Buchhalter der Brauerei – Willy Harlander
- Baron von Lyssen, reicher Investor und Großaktionär, Teilhaber der Brauerei AG – Imo Heite

Weitere Darsteller, die in die Geschichten eingebettet waren: Maxl Graf, Ludwig Wühr, Felicitas Ruhm, Uschi Glas, Enzi Fuchs und Erni Singerl.

## Kritik
„Mit Gespür für das bajuwarischliberale Lebensgefühl, fürs weiche Idiom, für die trügerische Harmonie des verlöschenden Zeitalters hat ... Bernd Fischerauer ... dieses Schmankerl inszeniert.“